# Sanitariusz

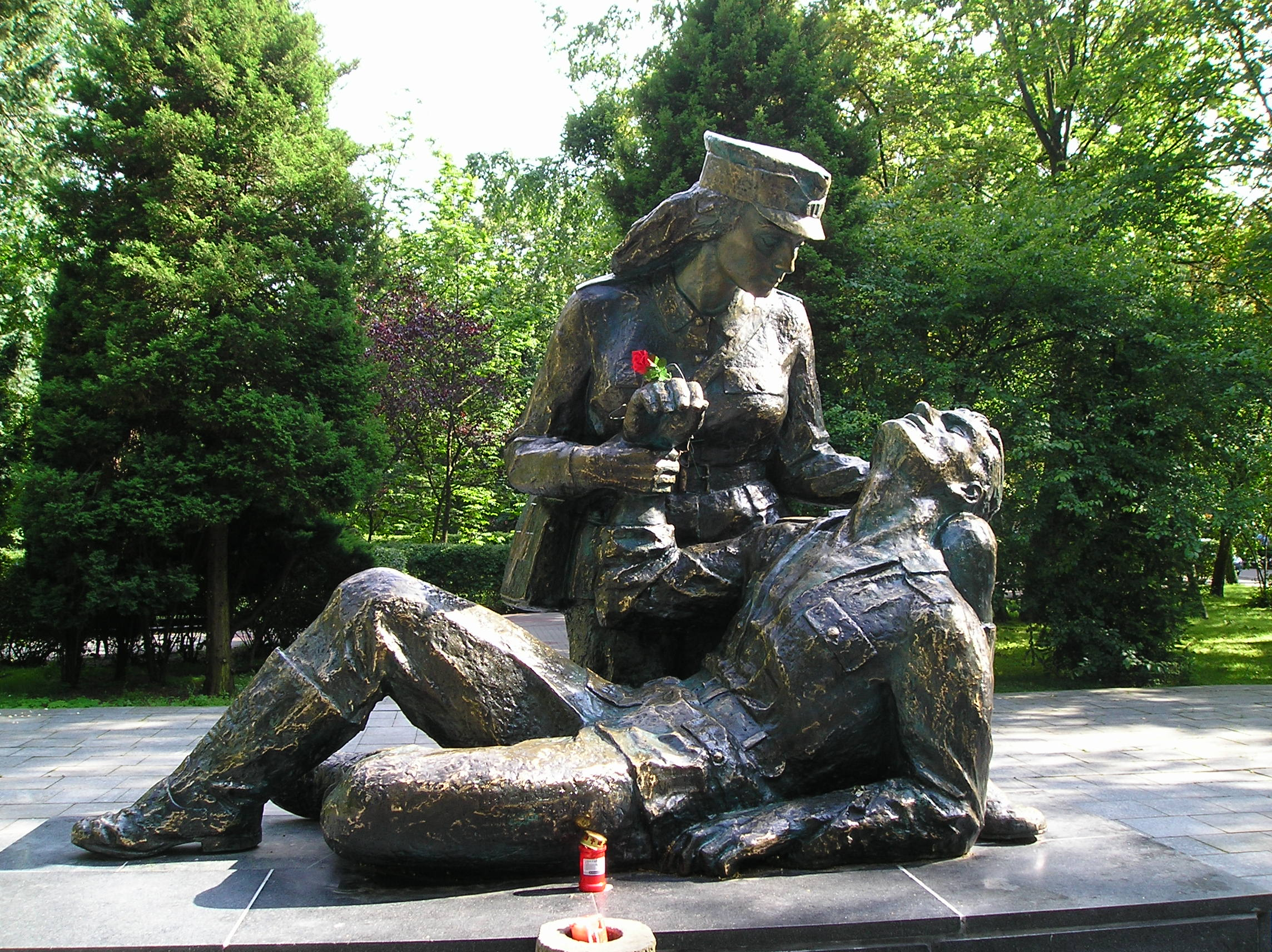
Pomnik Sanitariuszki w Kołobrzegu

Sanitariusz – pracownik opieki zdrowotnej wykonujący podstawowe, niezastrzeżone dla innych zawodów medycznych czynności w zakładach opieki zdrowotnej. 
Do 8 września 2006 r. sanitariusz był członkiem zespołu wyjazdowego w karetce pogotowia i współpracował z lekarzem, bywał przy tym równocześnie kierowcą karetki i noszowym. Obecnie zgodnie z polskimi przepisami prawa zespół ratownictwa medycznego musi składać się z lekarza (tylko w zespołach specjalistycznych), pielęgniarki i ratownika medycznego, co oznacza, iż sanitariusze nie mogą już pracować w pogotowiu ratunkowym.
Stanowisko sanitariusza nadal funkcjonuje w szpitalach. Zakres czynności podobny jest do zadań salowej. 

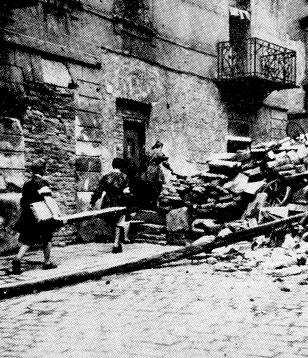
Sanitariuszki AK na Starym Mieście (powstanie warszawskie)

Pracownik zatrudniony na stanowisku sanitariusza (noszowego) powinien posiadać wykształcenie co najmniej podstawowe oraz przeszkolenie w miejscu pracy, a sanitariusz szpitalny co najmniej 6-miesięczny staż pracy w zawodzie oraz ukończyć kurs kwalifikacyjny dla sanitariuszy (sugerowany przez Ministerstwo Zdrowia czas trwania kursu to minimum 240 godzin, w tym 80 godz. zajęć teoretycznych i 160 godz. zajęć praktycznych).
Sanitariusz w wojsku to żołnierz, którego zadaniem jest udzielanie pomocy rannym na polu walki. W warunkach pokoju, w koszarach, wypełnia zadania analogiczne do sanitariuszy cywilnych, ale w szpitalach wojskowych.